# Pe'Shon Howard
Pe'Shon Howard (Los Angeles, 10 dicembre 1990) è un cestista statunitense.